# Ludwig von Sayn-Wittgenstein-Berlenburg
Principe Ludwig Adolf Friedrich von Sayn-Wittgenstein-Berlenburg, in russo noto anche come Lev Petrovič Vitgenshtein (Kaunas, 7 giugno 1799 – Cannes, 8 giugno 1866), è stato un nobile russo, ma di origine tedesca.

## Biografia
Era il figlio maggiore del feldmaresciallo, conte Peter Wittgenstein (1769-1843), e di sua moglie,  la contessa polacca Antonia Cäcilia Snarska.
Intraprese la carriera militare come ufficiale del reggimento di cavalleria sulle orme di suo padre. Nel 1820 fu nominato aiutante di campo dello zar Alessandro I.
Venne quindi inviato in missioni diplomatiche a Parigi e Londra, presenziando all'incoronazione di re Giorgio IV. L'8 febbraio 1824 venne promosso a capitano.
Nel 1825 fu nominato aiutante di campo dell'imperatore Nicola I.
La sua carriera si interruppe con la sua partecipazione al decabrismo, ma gli venne concesso il perdono grazie all'influenza di suo padre.
Quando nel 1834 suo padre venne elevato alla dignità principesca in Prussia, venne accolto anche nell'aristocrazia russa per diritto.

## Matrimoni

### Primo Matrimonio
Sposò il 14 giugno 1828, a San Pietroburgo, la principessa Stephanie Dominikovna Radziwill (1809-1832), figlia ed erede del ciambellano, il principe Dominik Hieronim Radziwill, e della sua seconda moglie, Theophile Moravia. La moglie gli portò una ricca dote che era una delle più estese tra l'aristocrazia europea, consistendo di circa 12.000 chilometri quadrati tra foreste, campi agricoli, villaggi e piccole città nei territori dell'ex confederazione polacco-lituana. La coppia ebbe insieme due figli:
- Marie (1829-1898), sposò il principe Chlodwig zu Hohenlohe-Schillingsfürst, ebbero sei figli;
- Peter Dominikus Ludwig, III principe zu Sayn-Wittgenstein-Sayn (1832-1887).

### Secondo Matrimonio
Sposò, il 22 ottobre 1834, la principessa Leonilla Ivanovna Barjatinskaja (1816-1918), figlia di Ivan Ivanovič Barjatinskij. Ebbero quattro figli:
- Friederich zu Sayn-Wittgenstein (1836-1909), sposò Wilhelmine Hagen.
- principessa Antoinette zu Sayn-Wittgenstein-Sayn (1839-1918), dal 1857  sposata con Mario Chigi Albani della Rovere, VII principe di Farnese, genitori di Ludovico Chigi Albani della Rovere, Gran Maestro dell'Ordine di Malta;
- Ludwig, III principe zu Sayn-Wittgenstein-Sayn (1843-1876);
- Alexander, IV principe zu Sayn-Wittgenstein-Sayn (1847-1940), sposò Marie-Augustine-Yvonne de Blacas d'Aulps.

Dopo il suo ritiro, il conte Wittgenstein dedicato molto tempo alla gestione di vasti possedimenti in Bielorussia e in Ucraina, tra cui il Castello di Mir.
Dopo il secondo matrimonio, Wittgenstein con la sua seconda moglie, andò in Francia e si stabilì a Parigi, dove ha condotto uno stile di vita lussuoso. Durante la Rivoluzione del 1848 li ha costretti a trasferirsi in Germania, dove nei pressi di Frankfurt am Main, comprò il Castello di Sayn.
Nel 1856, partecipò alle celebrazioni dell'incoronazione dell'imperatore Alessandro II, a Mosca. Nel 1861, il re Federico Guglielmo IV gli concesse il titolo di principe di Sayn-Wittgenstein-Sayn.
La felicità familiare venne segnata dalla conversione al cattolicesimo della moglie.

## Morte
Gli ultimi anni della sua vita li trascorse in follia. Morì a Cannes, l'8 giugno 1866.

## Ascendenza
|                                                                  |                      |                                           | Genitori                                      |  |  | Nonni |  |  | Bisnonni                                                |  |  | Trisnonni                                               |  |
|                                                                  |                      |                                           |                                               |  |  |       |  |  | Francesco Luigi, conte di Sayn-Wittgenstein-Ludwigsburg |  |  | Luigi Francesco, conte di Sayn-Wittgenstein-Ludwigsburg |  |
|                                                                  |                      |                                           |                                               |  |  |       |  |  | Francesco Luigi, conte di Sayn-Wittgenstein-Ludwigsburg |  |  | Luigi Francesco, conte di Sayn-Wittgenstein-Ludwigsburg |  |
|                                                                  |                      | Edvige di Lippe-Brake                     |                                               |  |  |       |  |  | Francesco Luigi, conte di Sayn-Wittgenstein-Ludwigsburg |  |  |                                                         |  |
| Cristiano Luigi Casimiro, conte di Sayn-Wittgenstein-Ludwigsburg |                      |                                           |                                               |  |  |       |  |  | Francesco Luigi, conte di Sayn-Wittgenstein-Ludwigsburg |  |  |                                                         |  |
|                                                                  |                      | Elena Emilia di Solms-Baruth              | Giovanni Cristiano I, conte di Solms-Baruth   |  |  |       |  |  |                                                         |  |  |                                                         |  |
|                                                                  |                      | Elena Emilia di Solms-Baruth              | Giovanni Cristiano I, conte di Solms-Baruth   |  |  |       |  |  |                                                         |  |  |                                                         |  |
|                                                                  |                      | Elena Emilia di Solms-Baruth              | Elena Costanza Henckel von Donnersmarck       |  |  |       |  |  |                                                         |  |  |                                                         |  |
| Pietro, principe di Sayn-Wittgenstein                            |                      | Elena Emilia di Solms-Baruth              |                                               |  |  |       |  |  |                                                         |  |  |                                                         |  |
|                                                                  |                      | Elia Ernesto, conte Finck di Finckenstein | Ludovico Ernesto, conte Finck di Finckenstein |  |  |       |  |  |                                                         |  |  |                                                         |  |
|                                                                  |                      | Elia Ernesto, conte Finck di Finckenstein | Ludovico Ernesto, conte Finck di Finckenstein |  |  |       |  |  |                                                         |  |  |                                                         |  |
|                                                                  |                      | Elia Ernesto, conte Finck di Finckenstein | Anna Elena Finck di Finckenstein              |  |  |       |  |  |                                                         |  |  |                                                         |  |
| Amalia Ludovica Finck di Finckenstein                            |                      | Elia Ernesto, conte Finck di Finckenstein |                                               |  |  |       |  |  |                                                         |  |  |                                                         |  |
|                                                                  |                      | Maria Luisa di Reichau                    | Carlo Melchiorre di Reichau                   |  |  |       |  |  |                                                         |  |  |                                                         |  |
|                                                                  |                      | Maria Luisa di Reichau                    | Carlo Melchiorre di Reichau                   |  |  |       |  |  |                                                         |  |  |                                                         |  |
|                                                                  |                      | Maria Luisa di Reichau                    | Margherita d'Arbaud                           |  |  |       |  |  |                                                         |  |  |                                                         |  |
| Ludovico, principe di Sayn-Wittgenstein                          |                      | Maria Luisa di Reichau                    |                                               |  |  |       |  |  |                                                         |  |  |                                                         |  |
|                                                                  | Adamo, conte Snarski | …                                         |                                               |  |  |       |  |  |                                                         |  |  |                                                         |  |
|                                                                  | Adamo, conte Snarski | …                                         |                                               |  |  |       |  |  |                                                         |  |  |                                                         |  |
|                                                                  | Adamo, conte Snarski | …                                         |                                               |  |  |       |  |  |                                                         |  |  |                                                         |  |
| Stanislao, conte Snarski                                         | Adamo, conte Snarski |                                           |                                               |  |  |       |  |  |                                                         |  |  |                                                         |  |
|                                                                  |                      | Gertrude Skarbek-Ważyńska                 | …                                             |  |  |       |  |  |                                                         |  |  |                                                         |  |
|                                                                  |                      | Gertrude Skarbek-Ważyńska                 | …                                             |  |  |       |  |  |                                                         |  |  |                                                         |  |
|                                                                  |                      | Gertrude Skarbek-Ważyńska                 | …                                             |  |  |       |  |  |                                                         |  |  |                                                         |  |
| Antonia Cecilia Snarska                                          |                      | Gertrude Skarbek-Ważyńska                 |                                               |  |  |       |  |  |                                                         |  |  |                                                         |  |
|                                                                  |                      | …                                         | …                                             |  |  |       |  |  |                                                         |  |  |                                                         |  |
|                                                                  |                      | …                                         | …                                             |  |  |       |  |  |                                                         |  |  |                                                         |  |
|                                                                  |                      | …                                         | …                                             |  |  |       |  |  |                                                         |  |  |                                                         |  |
| Maria Casimira Swolinska                                         |                      | …                                         |                                               |  |  |       |  |  |                                                         |  |  |                                                         |  |
|                                                                  |                      | …                                         | …                                             |  |  |       |  |  |                                                         |  |  |                                                         |  |
|                                                                  |                      | …                                         | …                                             |  |  |       |  |  |                                                         |  |  |                                                         |  |
|                                                                  |                      | …                                         | …                                             |  |  |       |  |  |                                                         |  |  |                                                         |  |
|                                                                  |                      | …                                         |                                               |  |  |       |  |  |                                                         |  |  |                                                         |  |